# Lock Haven
Lock Haven är administrativ huvudort i Clinton County i delstaten Pennsylvania. Vid 2010 års folkräkning hade Lock Haven 9 772 invånare.